# Boom (pel·lícula)
 Boom  o  Boom! és una pel·lícula britànica dirigida per Joseph Losey, estrenada el 1968. És una adaptació cinematogràfica de l'obra The Milk Train Doesn't Stop Here Anymore de Tennessee Williams. Ha estat doblada al català. La pel·lícula ha estat rodada dins el Parc Natural del Port del Comte a l'Alguer. A l'escena inicial el director fa un delicat regal a la ciutat catalana de Sardenya, inserint la popular cançó algueresa Lo Pais Meu de l'Antoni Cao, cantada per una de les cambreres de la protagonista.

## Argument
Sobre una illa volcànica de Sardenya a la mar Mediterrània de la qual és propietària, Flora Goforth una jove multimilionària excèntrica sis vegades divorciada viu envoltada de la seva família, que dirigeix com negocis. A ella el vigila un estrany guardaespatlles, el nan Rudi. Des que sap la seva mort pròxima, Flora passa el seu temps dictant les seves memòries a la seva secretària, fins als dies en què rep la visita d'un ésser estrany. Chris Flanders, que diu ser poeta i una mica gigoló, accepta la seva hospitalitat. No triga a descobrir que és de fet l'àngel de la mort.

## Repartiment
- Elizabeth Taylor: Flora ‘Sissy’ Goforth
- Richard Burton: Chris Flanders
- Noel Coward: el sorcier de Capri
- Joanna Shimkus: Miss Black
- Michael Dunn: Rudi
- Romolo Valli: Doctor Luilo
- Fernando Piazza: Etti
- Veronica Wells: Simonetta
- Howard Taylor: el periodista